# Даудинг, Хью
Хью Казуолл Тременхир Даудинг, 1-й барон Даудинг (англ. Hugh Caswall of Tremenhere Dowding,1st Baron Dowding; 24 апреля 1882 — 15 февраля 1970) — Главный маршал авиации, офицер Королевских ВВС, а также офицер авиации, возглавлявший Истребительное командование Королевских ВВС во время битвы за Британию. Ему приписывают решающую роль в разгроме плана Адольфа Гитлера по вторжению в Великобританию.

## Ранние годы
Родился в подготовительной школе для мальчиков Святого Ниниана в Моффате, в семье Артура Джона Кэсуолла Даудинга и Мод Кэролайн Даудинг (урождённой Тременхир). Его отец преподавал в колледже Феттса в Эдинбурге, прежде чем переехать в Моффат. Даудинг получил образование в школе Святого Ниниана и Винчестерском колледже. Он обучался в Королевской военной академии в Вулвиче, а 18 августа 1900 года получил звание второго лейтенанта королевской гарнизонной артиллерии.
8 мая 1902 года Даудинг получил звание лейтенанта и стал служить в артиллерии Королевского гарнизона в Гибралтаре, на Цейлоне и в Гонконге, а в 1904 году был направлен в горную артиллерийскую батарею № 7 в Индии. В 1912 году он вернулся в Великобританию, поступил в штабной колледж армии, а 18 августа 1913 года был произведён в капитаны и позже в том же году направлен в Королевскую артиллерию гарнизона на острове Уайт. Заинтересовавшись авиацией, Даудинг 19 декабря 1913 года получил сертификат Авиатора № 711 на биплане Виккерса в Брукленде. Он поступил в Центральную лётную школу, где ему вручили нашивку лётчика. Хотя Даудинг был включён в резервный список Королевского лётного корпуса (RFC), он вернулся на остров Уайт, чтобы вернуться к обязанностям артиллериста Королевского гарнизона. Однако это соглашение было недолгим, и в августе 1914 года он присоединился к RFC в качестве пилота 7-й эскадрильи.

## Первая мировая война
В октябре 1914 года Даудинг перевёлся в 6-ю эскадрилью, а затем, после двух недель службы штабным офицером во Франции, стал командиром звена, сначала в 9-й эскадрилье, а затем в 6-й эскадрилье. В марте 1915 года он стал командиром экспериментальной станции радиосвязи в Брукленде, а в июле 1915 года — командиром 16-й эскадрильи. После битвы на Сомме у Даудинга произошла размолвка с генералом Хью Тренчардом, командующим RFC, из-за споров о необходимости дать пилотам немного отдохнуть и восстановить силы. В сентябре 1915 года писатель Дункан Гриннелл-Милн поступил в 16-ю эскадрилью в качестве младшего пилота. Годы спустя он опубликовал рассказ о своём пребывании в эскадрилье, в котором он критиковал Даудинг как «слишком сдержанного и отчуждённого от своих младших офицеров», хотя и эффективного. Повышенный до майора 30 декабря 1915 года, Даудинг был отозван в Англию в январе 1916 года, и, будучи повышен до временного подполковника 1 февраля 1916 года, получил командование 7-м крылом в Фарнборо позже в том же месяце. В июне 1916 года он перешёл в командование 9-го крыла в Фиенвиллере. Вернувшись в Англию, он 1 января 1917 года получил временное звание полковника и был назначен командующим Южной группой войск, а 23 июня 1917 года получил временное звание бригадного генерала, а в августе 1917 года назначен командующим Южной учебной бригадой. В апреле 1918 года он был направлен в Йорк в качестве главного офицера штаба к старшему административному офицеру Королевских ВВС в этом районе. 1 января 1919 года он стал кавалером Ордена Святого Михаила и Святого Георгия.

## Межвоенные годы
Даудинг получил постоянное назначение в Королевских ВВС 1 августа 1919 года в звании капитана группы. Он командовал группой № 16 с октября 1919 года, а затем группой № 1 с февраля 1920 года, где он отвечал за организацию двух ежегодных воздушных показов в Гендоне. 1 января 1922 года он был произведён в коммодоры ВВС и с февраля 1922 года служил главным штабным офицером в штабе внутренних войск в Аксбридже, а в августе 1924 года был назначен главным штабным офицером иракского командования ВВС.
Даудинг был опытным лыжником, победителем первого в истории национального чемпионата по слалому и президентом Лыжного клуба Великобритании с 1924 по 1925 год.
В мае 1926 года Даудинг был назначен директором по подготовке кадров в Министерстве авиации. Он был назначен компаньоном Ордена Бани 2 января 1928 и повышен до вице-маршала авиации 1 января 1929 года. Тренчард послал его в Палестину и Трансиорданию для изучения проблем безопасности, вызванных Арабо-еврейскими волнениями: его доклады, получившие одобрение Тренчарда, способствовали дальнейшему карьерному росту. В декабре 1929 года Даудинг получил назначение командующего боевым районом противовоздушной обороны Великобритании, а затем (с сентября 1930 года) вошёл в состав Совета по авиации в качестве члена совета по снабжению и исследованиям. Одной из первых его обязанностей на этом посту стало утверждение решения о выдаче сертификата лётной годности дирижабля  R101, незадолго до этого отправившегося в своё злополучное путешествие в Индию; он позже признавался: «...я был неправ, отказавшись от требования углублённых испытаний и проверок»; это решение было основано на излишне оптимистичных мнениях  технических специалистов. Время пребывания Даудинга в этой должности совпало с периодом бурного развития авиастроения, а также растущим страхом перед началом новой крупной войны. Несмотря на отсутствие научной или технической подготовки, он проявил большую способность к пониманию технических вопросов. 1 января 1933 года он был произведён в маршалы авиации, а 3 июня 1933 года - в кавалеры Ордена Бани.
В июле 1936 года Даудинг был назначен командующим вновь созданным истребительным командованием Королевских ВВС и, возможно, был единственным важным лицом в Великобритании, а возможно, и во всем мире, кто не согласился с заявлением британского премьер-министра Стэнли Болдуина 1932 года о том, что «бомбардировщик всегда пройдёт». Он задумал и руководил развитием «системы Даудинга». Она состояла из интегрированной системы противовоздушной обороны, которая включала (1) радары (потенциал которых Даудинг оценил одним из первых), (2) посты наблюдения (включая Королевский корпус наблюдателей), дополнявшие и уточнявшие  данные от радаров (ранние радиолокационные системы того времени, например, не давали достоверной информации о высоте полёта приближающихся немецких самолётов), (3) планирование противодействия налётам и (4) управление взлетевшими самолётами  по радиосвязи. Вся сеть была связана  специальными телефонными кабелями, проложенными достаточно глубоко, чтобы обеспечить защиту от бомбёжек. Центр сети находился в монастыре РАФ Бентли, перестроенном загородном доме на окраине Лондона. Система в целом позже стала известна как Ground-controlled interception (GCI).
Стараниями Даудинга в строй стали разработанные непосредственно перед началом войны современные самолёты, в том числе восьмипушечные «Спитфайры» и «Харрикейны». Ему в заслугу ставится продавливание через министерство авиации требования об оснащении истребителей пуленепробиваемым остеклением кабины. Он был повышен до главного маршала авиации 1 января 1937 и посвящён в рыцари Большого креста Королевского Викторианского ордена 23 января 1937 года.

## Битва за Британию
Ко времени отставки по выслуге лет в июне 1939 года Даудинг получил предложение остаться в должности до марта 1940 года по причине напряжённой международной обстановки. Ему снова разрешили продолжить битву за Британию, сначала до июля, а затем до ноября 1940 года. В 1940 году Даудинг, прозванный своими людьми «душным (Stuffy)» за якобы отсутствие чувства юмора, отказался пожертвовать самолётами и пилотами в попытке помочь союзным войскам во время битвы за Францию. Он вместе со своим непосредственным начальником сэром Сирилом Ньюоллом, тогдашним начальником штаба ВВС, сопротивлялся неоднократным просьбам Уинстона Черчилля ослабить внутреннюю оборону, послав во Францию драгоценные эскадрильи. Когда сопротивление союзников во Франции потерпело крах, он тесно сотрудничал с вице-маршалом авиации Китом Парком, командующим 11-й истребительной группой, в организации прикрытия для эвакуации британских экспедиционных сил из Дюнкерка.
В течение лета и осени 1940 года в битве за Британию истребительное командование Даудинга противостояло атакам Люфтваффе. После запуска в действие критически важной системы интегрированной противовоздушной обороны, разработанной им для истребительного командования, Даудинг сосредоточил внимание на мобилизации ресурсов в тылу (в том числе производство самолётов и подготовка экипажей) и поддержании достаточного резерва истребителей, предоставляя нижестоящему командованию значительную свободу рук для детального ведения боя.
Даудинг был известен своей скромностью и большой искренностью. Пилоты истребительного командования стали характеризовать Даудинга как человека, который заботится о своих людях и заботится об их интересах. Даудинг часто называл пилотов «дорогими бойцовскими мальчиками (dear fighter boys)» и своими «цыплятами (chicks)», и действительно, его сын Дерек был одним из них. Благодаря выдающейся и тщательной подготовке британской противовоздушной обороны к немецкому наступлению и продуманному управлению своими ресурсами во время битвы, Даудинг сегодня признаётся главным творцом победы в битве за Британию.
Последующий спад карьеры Даунинга сочувствующие объясняют его недипломатичностью и отказом от политической изворотливости; он не смог справиться с проблемами и интригами в королевских ВВС. Главным противостоянием, полемика вокруг которого не утихла до сих пор, стал спор о тактике  "Большого крыла (Big Wing)", в котором часть руководителей Истребительного командования, поддержанная некоторыми действующими пилотами, выступала за теоретическое преимущество действий большими группами самолётов в воздушных боях с Люфтваффе в противопоставление успешно подтверждённой на практике "Фабианской стратегии" Даудинга. Другой проблемой, часто называемой причиной его отставки, но характеризуемой некоторыми современными комментаторами скорее как предлог, была низкая эффективность противодействия немецким ночным бомбардировкам британских городов. В книге «Дни радара» (1987) автор опровергает утверждение о том, что Даудинг недостаточно хорошо разбирался в проблемах британских ночных истребителей. Он предполагает, что если бы Даудингу была предоставлена возможность следовать своим собственным путём, то в конечном счёте эффективный британский ответ на ночные бомбардировки (который полностью зависел от разработки самолётного радара) пришёл бы несколько раньше. Сам Даудинг показал, что он хорошо разбирается в тактике действий ночных истребителей и планировании системы защиты от ночных бомбардировок в письме, которое он написал через некоторое время после битвы за Британию. Тем не менее, во время Блица как политики, так и общество требовали результативных действий, и существующие ресурсы истребительного командования без бортового радара оказались прискорбно недостаточными. Комиссия по расследованию под председательством сэра Джона Салмонда подготовила длинный список рекомендаций по улучшению ночной противовоздушной обороны; Даудинг одобрил только некоторые из них, после чего его бывшие сторонники, Лорд Бивербрук и Черчилль решили, что ему пора уйти в отставку.
Даудинг был произведён в рыцари Большого креста ордена Бани 8 октября 1940 года. Он неохотно отказался от командования 24 ноября 1940 года и был заменён горячим сторонником тактики "Большого крыла" Шолто Дугласом. Черчилль попытался подсластить пилюлю, поставив его во главе британской воздушной миссии в США, ответственной за закупку новых типов самолётов.
Публикация его книги «Двенадцать легионов Ангелов» была приостановлена в ноябре 1941 года. Правительство посчитало, что в ней содержатся сведения, которыми могут воспользоваться немцы. Книга была опубликована в 1946 году, вскоре после окончания войны.

## Министерство авиастроения
После ухода из истребительного командования Даудинг был направлен в Соединённые Штаты по специальному заданию Министерства авиастроения, но там он стал непопулярен своей прямотой. По возвращении он возглавил исследование экономики рабочей силы Королевских ВВС, прежде чем уволиться из Королевских ВВС в июле 1942 года. 2 июня 1943 года он был возведён в ранг пэра с титулом Барон Даудинг из монастыря Бентли.

## После войны
Позже, из-за его убеждения, что он был несправедливо обработан Королевскими ВВС, Даудинг становился все более горьким. Он одобрил книгу Роберта Райта"Даудинг и Битва за Британию", в которой утверждалось, что заговор сторонников большого крыла, включая Траффорда Ли-Мэллори и Дугласа Бадера, организовал его увольнение из истребительного командования. В результате последовавших дебатов Королевские ВВС передали его в отставку для назначения маршалом Королевских Военно-Воздушных Сил.
Выйдя на пенсию, Даудинг стал активно интересоваться спиритизмом, как писатель и оратор. Его первая книга на эту тему, «много особняков», была написана в 1943 году, за ней последовали «Личгейт» (1945), «Тёмная Звезда» и «Божья магия». Отвергнув традиционное христианство, он вступил в Теософское общество, которое проповедовало веру в реинкарнацию. Он писал о встречах с мёртвыми «ребятами из королевских ВВС» во сне — духами, которые летали на истребителях с горных взлётно-посадочных полос, сделанных из света. американская поэтесса Х. Д. беллетризовала своё раннее увлечение Даудингом и спиритизмом в своём романе Majic Ring, написанная в 1943—44 годах, но не опубликованная до 2009 года.
В 1951 году Даудинг заложил первый камень в фундамент часовни Святого Георгия в Биггин-Хилле Королевских ВВС, ныне лондонском аэропорту Биггин-Хилл, в память о погибших лётчиках.
Даудинг и его вторая жена баронесса Даудинг были анти-вивисекционистами, и в 1973 году британское Национальное анти-Вивисекционное общество основало в его честь Фонд гуманных исследований имени лорда Даудинга.
Даудинг стал вегетарианцем, основываясь на своих убеждениях теософа и спиритуалиста. Хотя он был вегетарианцем, он верил, что «животные будут убиты, чтобы удовлетворить человеческие потребности в течение многих долгих дней», и он сделал несколько призывов в Палате лордов для гуманного убийства животных, предназначенных для пищи. Он также был членом Общества исследования Фей. Хотя он знал, что люди считают его чудаком из-за его веры в фей, Даудинг считал, что феи «необходимы для роста растений и благополучия растительного царства».

## Смерть
Даудинг умер в своём доме в Королевском Танбридж-Уэллсе, графство Кент, 15 февраля 1970 года. Его тело кремировали, а прах поместили под мемориальным окном битвы за Британию в часовне Королевских ВВС в Вестминстерском аббатстве. Сын Даудинга Дерек (1919—1992) унаследовал титул барона Даудинга.

## Семья
16 февраля 1918 года Даудинг женился на Кларис мод Ванкурт, дочери офицера индийской армии. У неё был один ребёнок от предыдущего брака, Марджори Бренда Уильямс (1911—2003), и у них был ещё один общий ребёнок, Дерек Хью Тременхир (1919—1992). Кларисса умерла в 1920 году, и сестра Даудинга, Хильда, помогала Даудингу ухаживать за детьми.
25 сентября 1951 года Даудинг женился на Мюриэл Уайтинг (урождённой Альбинос); детей у них не было.

## В культуре
В фильме 1956 года «Дотянись до неба» Даудинга сыграл Чарльз Карсон.
В фильме 1969 года «Битва за Британию» Даудинга сыграл Лоренс Оливье. Сам Оливье служил пилотом в воздушном подразделении Королевского флота во время съёмок летом 1968 года 86-летний Даудинг, прикованный к инвалидному креслу тяжёлым артритом, посетил съёмочную площадку на аэродроме Хокинг в графстве Кент. Оливье сказал Даудингу, что весь день просидел за его столом, «притворяясь тобой», и «тоже все испортил», на что Даудинг ответил: "О, я в этом уверен. Это заставило команду и Оливье расхохотаться. Отснятый материал об этом можно посмотреть в разделе специальных возможностей DVD-диска специального выпуска фильма.
В фильме 2017 года «Самый тёмный час» Даудинга сыграл Адриан Роулинс.
В фильме 2018 года «Ураган» Даудинга сыграл Николас Фаррелл.